# Villarijo
Villarijo es una localidad de la provincia de Soria, partido judicial de Soria, comunidad autónoma de Castilla y León, España. Pueblo de la comarca de  Tierras Altas que pertenece al municipio de San Pedro Manrique. Está despoblado.
Desde el punto de vista jerárquico de la Iglesia católica forma parte de la diócesis de Osma la cual, a su vez, pertenece a la archidiócesis de Burgos.
Después de Cigudosa, es el pueblo de la provincia de Soria que está a menos metros sobre el nivel del mar. Esta peculiaridad propició que en su día la población se dedicará al cultivo del olivo, teniendo el pueblo un trujal, el único que hay en la provincia de Soria. En la actualidad los olivos son yermos y se encuentran a medio camino entre Villarijo y Peñazcurna, entre pinos de repoblación.

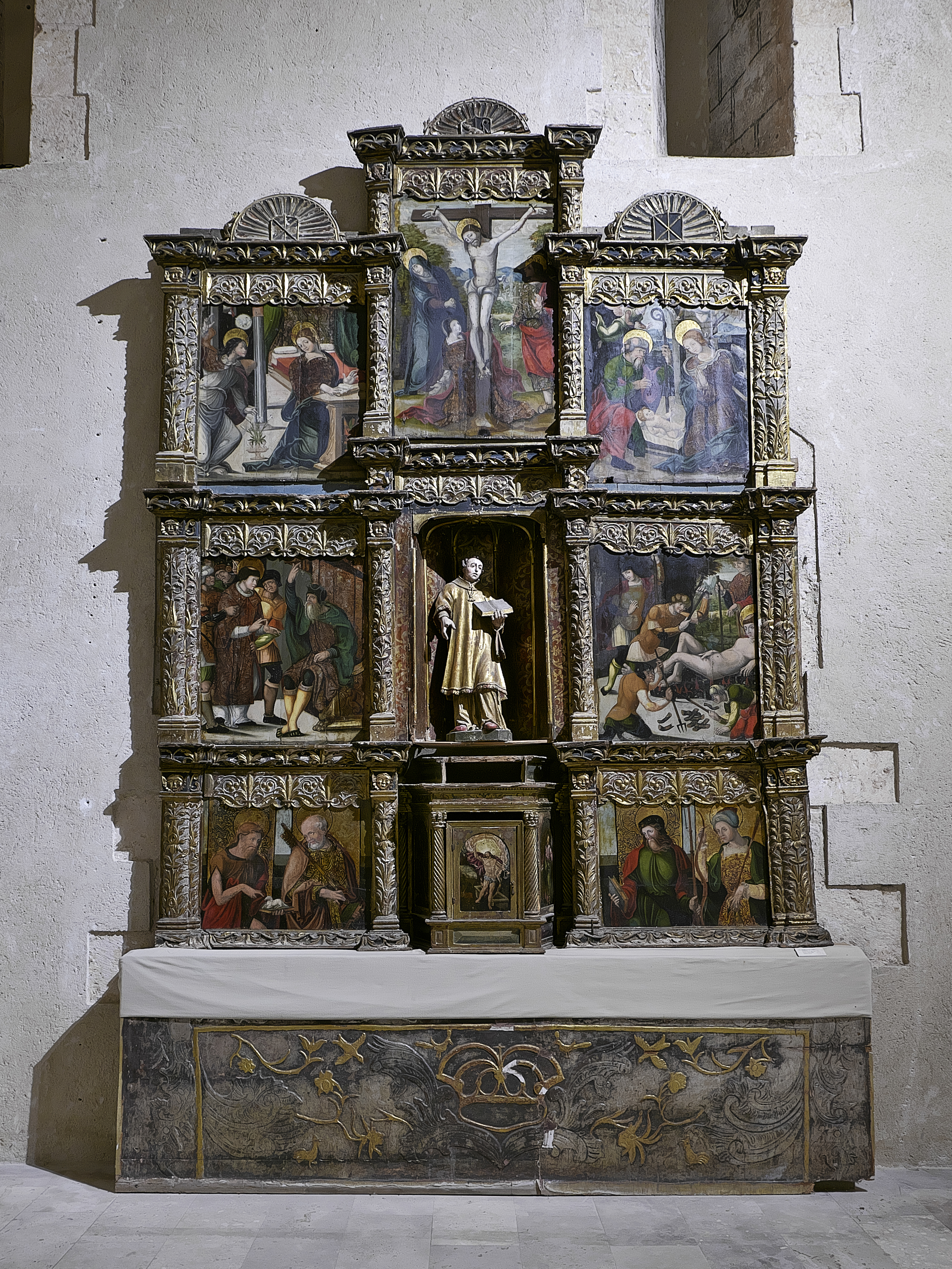
Retablo de la desaparecida iglesia de San Lorenzo

## Geografía
Esta pequeña población de la comarca de Tierras Altas está ubicada en el norte de la provincia, en el límite con La Rioja bañado por el río Mayor o Linares en la vertiente mediterránea y afluente del río Alhama al sur de la sierra de Achena y al norte de la de Alcarama 
.
Cuenta con aguas minerales que producen buenos efectos para la curación de las herpes y otras afecciones, por lo que funcionó un balneario en la localidad.

## Historia
A la caída del Antiguo Régimen la localidad se constituye en municipio constitucional en la región de Castilla la Vieja, partido de Ágreda  que en el censo de 1842 contaba con  34 hogares y 130  vecinos.
A finales del siglo XX este municipio desaparece porque el estado obliga a vender las tierras circundantes para dedicarlas a la plantación de pinos. Sin medio para ganarse la vida sus habitantes se ven obligados a abandonar sus hogares. Contaba entonces con 46 hogares y 180 habitantes.

## Patrimonio
Posee el único trujal de la provincia de Soria, que está en ruinas, esperando ser restaurado. 

## Geografía humana

### Demografía
| Gráfica de evolución demográfica de Villarijo entre 1842 y 1960 |
| |
| Población de derecho según los censos de población del INE Población de hecho según los censos de población del INEEntre el censo de 1970 y el anterior, este municipio desaparece porque se integra en el municipio 42165 (San Pedro Manrique) |

## Personalidades
- Ezequiel Solana, pedagogo

## Enlaces
- Web de Villarijo